# Jean-François Coux
Pour les articles homonymes, voir Coux.

a Compétitions nationales et continentales officielles uniquement.

b Matchs officiels uniquement.
Dernière mise à jour le 15 juin 2017.
Jean-François Coux, né le 23 décembre 1980 à Grenoble (Isère), est un joueur de rugby à XV français. Il a joué en équipe de France et au sein des clubs de Bourgoin-Jallieu, Agen, Oyonnax et Valence Romans. Il se reconvertit ensuite en tant qu'entraîneur, auprès de Valence Romans.

## Biographie
Jean-François Coux est un des rares joueurs du Top 14 à jouer depuis ses débuts dans un même club (13 ans)[réf. nécessaire] devenant ainsi un des historiques du club berjallien.

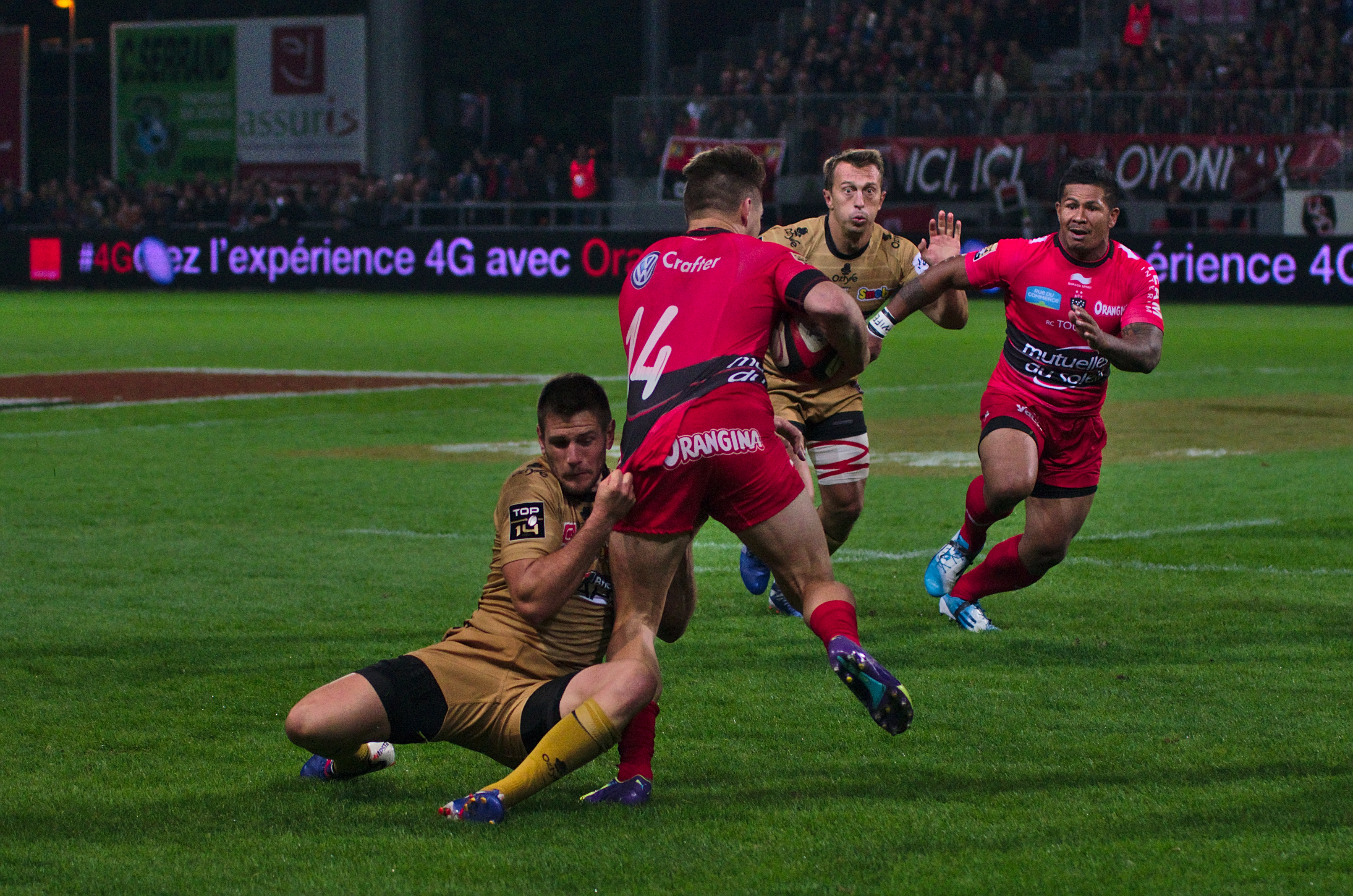
Jeff Coux au soutien de Florian Denos, au plaquage, lors de la rencontre Oyonnax-Toulon en 2014.

Il a honoré sa première cape internationale en équipe de France le 2 juin 2007 contre l'équipe de Nouvelle-Zélande, alors que les internationaux du Stade toulousain, de l'ASM Clermont Auvergne, du Biarritz olympique et du Stade français disputaient les demi-finales du Top 14 2006-2007 dans leurs clubs respectifs.
Après avoir disputé près de 300 matchs au plus haut niveau[réf. à confirmer] avec le CS Bourgoin-Jallieu, il rejoindra pour la saison 2011-2012 l'ex-berjalien Silvère Tian au SU Agen dont il est, parfois, le capitaine.
Victime d'une grave blessure en septembre 2013 lors du match de Top 14 Oyonnax - Stade français (rupture du tendon rotulien et du lca droit) alors qu'il faisait un début de saison remarquable, il fut le premier marqueur de l'histoire de l'USO rugby en Top 14, il réussit à revenir à haut niveau. En 2015, il revient à 35 ans (sa 17e saison de professionnel) dans son club de cœur qui le fit éclore au plus haut niveau le CS Bourgoin-Jallieu et joue désormais au poste de centre. Il a passé la barre des 295 matchs avec son seul club du CSBJ le 18 février 2016, une performance majeure dans le rugby professionnel.
En 2017, il quitte le CS Bourgoin-Jallieu pour rejoindre le Valence Romans Drôme rugby qui joue dans la poule Élite de Fédérale 1.
Après avoir annoncé sa retraite sportive en tant que joueur, il reste au club de Valence Romans et devient responsable des lignes arrières auprès du manager Johann Authier. Il décroche la montée en Pro D2 pour une deuxième fois en trois ans et devient champion de France de Nationale en 2023 avec le VRDR, une première historique pour le club drômois. Début mai 2023 le club annonce qu'il décide de se retirer du monde du rugby après 25 années de professionnalisme, pour partir sur un nouveau projet personnel.

## Carrière

### En club
- Jusqu'en 1998[réf. nécessaire] : US Vinay (Fédérale 2)
- 1998[réf. nécessaire]-2011 : CS Bourgoin-Jallieu
- 2011-2013 : SU Agen
- 2013-2015 : US Oyonnax
- 2015-2017 : CS Bourgoin-Jallieu
- 2017-2018 : Valence Romans Drôme rugby

### Entraîneur
| Saison      | Club              | Division   | Poste    | Classement                 | Coupe d'Europe | Challenge européen |
| ----------- | ----------------- | ---------- | -------- | -------------------------- | -------------- | ------------------ |
| 2018 - 2019 | Valence Romans DR | Fédérale 1 | Arrières | 1er de la poule 1          | -              | -                  |
| 2019 - 2020 | Valence Romans DR | Pro D2     | Arrières | 16e (arrêt du championnat) | -              | -                  |
| 2020 - 2021 | Valence Romans DR | Pro D2     | Arrières | 15e                        | -              | -                  |
| 2021 - 2022 | Valence Romans DR | Nationale  | Arrières | Demi-finaliste             |                |                    |
| 2022 - 2023 | Valence Romans DR | Nationale  | Arrières | Champion de France         |                |                    |

## Palmarès
- Montée en Pro D2 et champion de France de Nationale 2023 avec le VRDR
- Montée en Pro D2 et finaliste en 2018 avec le VRDR
- Demi-finaliste du championnat avec le CSBJ en 2004 et 2005
- Finaliste du challenge européen en 2009
- 2 sélections en équipe de France en 2007 en Nouvelle-Zelande
- 1 essai (5 points)
- Équipe de France A : 1 sélection en 2005 (Irlande A)[réf. nécessaire]
- Équipe de France -21 ans : participation au championnat du monde 2000 en Australie[réf. nécessaire]
- Équipe de France -19 ans[réf. nécessaire]
- Équipe de France universitaire[réf. nécessaire]
- Équipe de France scolaire[réf. nécessaire]